# Vesperus brevicollis
Vesperus brevicollis is een keversoort uit de familie Vesperidae. De wetenschappelijke naam van de soort werd in 1858 gepubliceerd door Graells.